# Második mazuri-tavaki csata
A második mazuri-tavaki csata 1915. február 7. és 22. között zajlott Mazuriában (Kelet-Poroszország, ma Lengyelország) a német és az orosz csapatok között.

## Háttér
A Tannenbergnél és a Mazuri-tavaknál elszenvedett vereségek után az orosz hadvezetés arra kényszerült, hogy újra tartalékokat hozzon elő annak érdekében, hogy felkészüljön a további hadműveletekre. A helyzet súlyos voltához még az is hozzájárult, hogy 1914 őszén a német csapatok megpróbáltak előretörni Varsó irányába. Bár a németek támadását sikeresen el tudták hárítani, ez a bevetés viszont 1914 végén az orosz Északnyugati Front szinte összes alakulatát lekötötte. Mivel a központi fronton patthelyzet alakult ki a két fél között, a frontparancsnok, Ruzszkij tábornok a Kelet-Poroszország elleni offenzíva tervét ragadta meg. Az orosz főhadiszállás, a Sztavka Jurij Danyilov által vezetett hadműveleti osztálya ezt sokat ígérő alternatívának tekintette. Az oroszok hatalmas élőerő- és ipari tartalékokkal rendelkeztek, és új – a 12. – hadsereg létrehozását tervezték a német kiszögellés déli oldalán. A tevékenységi körzet és a felvonulás tengelye a megtévesztésig hasonlított a Szamszonov által vezetett, Tannenbergnél megsemmisült 2. hadsereg által végrehajtott hadműveletre.
A német főhadiszállásokon nem uralkodott ilyen egyetértés arra nézve, hogyan járjanak el a továbbiakban. A főhadvezetőség, az Oberste Heeresleitung (OHL) főnöke, Falkenhayn azt akarta, hogy az összes rendelkezésére álló csapatot tartalékolják nyugati frontra, a tél a keleti fronton pedig múljon el újabb német hadműveletek nélkül. Paul von Hindenburg vezérkari főnöke és a keleti front tulajdonképpeni parancsnoka, Ludendorff tábornok azonban újabb csapatokat akart a következő támadáshoz. Miután az oroszok Lengyelországban indított offenzíváját visszavetették, újra Kelet-Poroszország felé fordult. Németország keleti vidékét 1914 óta folyamatosan fenyegették az orosz csapatok és az orosz 12. hadsereg létrehozása még egyszer világossá tette a probléma sürgető voltát. Az alacsonyabb beosztású tisztnek sikerült keresztülvinnie az akaratát a hadsereg vezérkari főnökével szemben, és hozzákezdett a hadművelet tervezéséhez. Januárban négy hadtestet kivontak a lengyel frontról és reaktiváltak a Hermann von Eichhorn parancsnoksága alatt álló, újonnan létrehozott 10. hadseregben, Kelet-Poroszországban. Ezzel a németeknek két hadseregük volt legtávolabb keleten elterülő vidékükön, amit felhasználhattak az offenzívához. A terv az volt, hogy bekerítéses csatát vívnak a Sievers által vezetett orosz 10. hadsereggel. Ludendorff beilleszt két harapófogószárat (a két hadseregét) az orosz 10. hadsereg frontjának két szárnyán, amelyek áttörnek és az orosz centrum hátában összezárják a gyűrűt.
A magasabb beosztású orosz tábornokok a hadseregparancsnok figyelmeztetései ellenére ignorálták az orosz 10. hadsereget fenyegető veszélyt. A Sztavka hadműveleti főnöke, Danyilov azzal hárította el Sievers aggodalmait, hogy minden, a németek rendelkezésére álló seregtest le van kötve a lengyelországi arcvonalszakaszon. Danyilov alárendeltje, Ruzszkij, a frontparancsnok egyenesen abból indult ki, hogy a 12. hadsereg létrehozása miatt semmilyen német előretörést nem kell számításba venni.

## Az ütközet menete
A harctevékenységek 1915. február 7-én kezdődtek a két német csapásmérő ék egyidejű támadásával. A német 10. hadsereg az orosz front északi végénél előretört, miközben von Below 8. hadserege ugyanezt a manővert hajtotta végre délen. Mivel mindkét támadó ék az oroszok szárnyainak a legszélén tevékenykedett, nem sok ellenállásba ütköztek. A 10. hadsereg már két nappal később áttörést tudott elérni az orosz védelmi állások jobbszárnyán. A német katonák felülkerekedtek a Sievers-féle hadsereg két lovas- és két tartalékhadosztályán, és visszavetették őket. Ezzel szabad volt az oroszok összeköttetési vonala felé vezető út Eichhorn csapatai számára, és az orosz centrum rendkívül nagy fenyegetésnek volt kitéve.
Az orosz hadvezetés biztosan elháríthatta volna ezt a taktikai vereséget, ha megfelelően becsüli fel  a frontjukon lezajló eseményeket. A főhadiszállás biztonságba ringatta az alárendelt parancsnokokat, akik nem számítottak átkaroló hadműveletre. Így a 8. hadsereg mozdulatát egy osowieci erőd elleni, hadtest erősségű támadásnak tekintették, és nem hoztak energikus ellenintézkedéseket. Ugyanígy alábecsülték az északon tevékenykedő 10. hadsereg erejét is. Előrenyomulásukat Kovno város elleni támadásnak tartották. A német támadás kezdete után egy hétig tartott, amíg az orosz 10. hadsereg főhadiszállásán egyáltalán rájöttek, hogy nagy erejű támadással van dolguk. Még a teljes jobbszárny összeomlása február 11-én sem volt kellőképpen riasztó jel a hadsereg parancsnoka, valamint a magasabb parancsnokok számára.
Ugyanezen a napon Ruzszkij, a frontparancsnok beavatkozott. Ellenoffenzívát tervezett Below 8. hadserege ellen. Eközben kétszer is tévesen becsülte fel a helyzetet, így beavatkozása katasztrofális következményekkel járt. Egyfelől a 8. hadsereg támadását tartotta a német főcsapásnak, miközben északon a német 10. hadsereg már visszavetette a jobbszárnyat és előkészítette az orosz centrum (a 20. és a 26. hadtest) bekerítését. A bevetésre még nem alkalmas 12. hadsereggel ellentámadást akart indítani délen. Hogy ennek a hadműveletnek a szárnyát biztosítsa, minden visszavonulást megtiltott az orosz 10. hadsereg csapatainak. Így a 10. hadsereg középső hadtesteit a két német hadsereg szárnyai megkerülték. Az ígért ellentámadás természetesen nem indult meg. Amikor február 14-én felismerték a helyzet komolyságát, Sievers utasítást adott a visszavonulásra, azonban ehhez már majdnem késő volt. A német császár katonái már ellenőrzésük alatt tartották az utakat, amelyeken a középső seregtestek visszavonulhattak volna. Így visszavonulás közben pánik tört ki. Bár az orosz 26. hadtest (Gerngross) ki tudott menekülni, Bulgakov 20. hadtestét bekerítették az augustówi erdőkben, és 12 000 fő kapitulált. Kezdeti kitartásuk elősegítette a maradék menekülését. A többi alakulat így az utolsó pillanatban ki tudott csúszni, és erősen megtizedelve védelmi állásokat tudott felvenni.

## Következmények
A mazuri tavaki csata német győzelem volt, és a Német Birodalomban a propaganda ennek megfelelően ünnepelte. Ludendorff elvárásaihoz viszonyítva azonban csak részsiker volt. A keleti front vezérkari főnöke azt tervezte, hogy a 10. orosz hadsereget (Sievers) egy második „Tannenberg” keretében teljesen megsemmisíti, hogy aztán üres területen át előretörhessen Białystokig. Bár Sievers hadserege vereséget szenvedett, de el tudta kerülni, hogy az egészet bekerítsék. Ezzel mintegy 150 kilométeres teret nyertek és ezzel kiszorították az utolsó orosz csapatokat Németország felségterületéről. Az ellenséges arcvonal összeomlását azonban nem érték el. Bár Ruzszkij egyelőre kénytelen volt lemondani az offenzív tervéről, hogy az orosz 12. hadsereggel elfoglalja Kelet-Poroszországot, az orosz haderők támadóképessége még létezett. Ez már február végén megmutatkozott, amikor az orosz 12. hadsereg (Plehve) az ellentámadás során 30 000 foglyot ejtett. Kelet-Poroszországot azonban az orosz területek jelentette „pufferterület” megóvta a cári orosz hadseregek újabb előrenyomulásától. Nyikolaj nagyherceg, az orosz főparancsnok nem sokkal később parancsot adott, hogy mondjanak le a Kelet-Poroszország elleni újabb támadásokról.

## Fordítás
- Ez a szócikk részben vagy egészben  a   Winterschlacht in Masuren című német Wikipédia-szócikk ezen változatának fordításán alapul.  Az eredeti cikk szerkesztőit annak laptörténete sorolja fel. Ez a jelzés csupán a megfogalmazás eredetét és a szerzői jogokat jelzi, nem szolgál a cikkben szereplő információk forrásmegjelöléseként.